# プシェムィシル包囲戦
プシェムィシル包囲戦は、第一次世界大戦中の1914年から1915年にかけて、当時オーストリア＝ハンガリー帝国領ガリツィアの都市であったプシェムィシル(2025年現在はポーランド)で行われた包囲戦である。この戦いは、第一次世界大戦における最も長く続いた包囲戦である。プシェムィシルは、ガリツィアのサン川のほとりにある都市で要塞化されていた。8月と9月のガリツィアでのオーストリア・ハンガリー軍の敗退により、1914年9月16日からプシュムィシルは包囲されたが、10月11日にオーストリア・ハンガリー軍の攻勢により一時的に解囲された。11月9日から再び包囲され、133日間の包囲の後、食料・弾薬も尽きて、1915年3月22日に守備隊は降伏した。包囲戦後半の要塞救出の為の作戦と要塞の喪失により、オーストリア・ハンガリー軍は、約100万人の損失を出し、2度とその損失から立ち直ることはできなかった。

## 背景
1914年8月にロシア軍は東プロイセンと東ガリツィア（現在のウクライナとポーランドの国境付近）へ攻勢をかけた。東プロイセンへの攻勢はタンネンベルクの戦いで大敗し撃退されたが、東ガリツィア方面の攻勢は成功した。ロシア南西方面軍(ニコライ・イヴァノフ大将)はガリツィアのオーストリア・ハンガリー軍に対して優勢に戦いを進め、9月末までにカルパティア山脈まで進出した。プシェムィシル要塞はガリツィア内でのオーストリアの持つ唯一の拠点となったが、9月28日にはロシア軍に完全に包囲された。ロシア軍がガリツィアを完全に占拠するとシュレジエンやカルパティア山脈を越えてハンガリー平原へ進軍する事が可能になる為、プシェムィシルの防衛はドイツにもオーストリアにも重要な意味を持っていた。
街周辺を囲む7つの新たな防衛線の構築のために総延長50kmほどの塹壕が掘られ、1000kmほどの有刺鉄線が使われた。要塞内には127,000人の守備兵と18,000人の市民がロシア第3軍の6個師団に包囲された。プシェムィシルの守備隊はオーストリア・ハンガリー帝国の当時の情勢をよく反映しており、日々の命令は15の言語で発布されていた。オーストリア人、ポーランド人、ユダヤ人、ウクライナ人は同じ包囲された都市に混在しており、共に砲撃に晒された。飢餓とコレラが蔓延し、死傷者が増えるにつれて民族間の不和は深刻になり、緊張が走った。

## 1度目の包囲

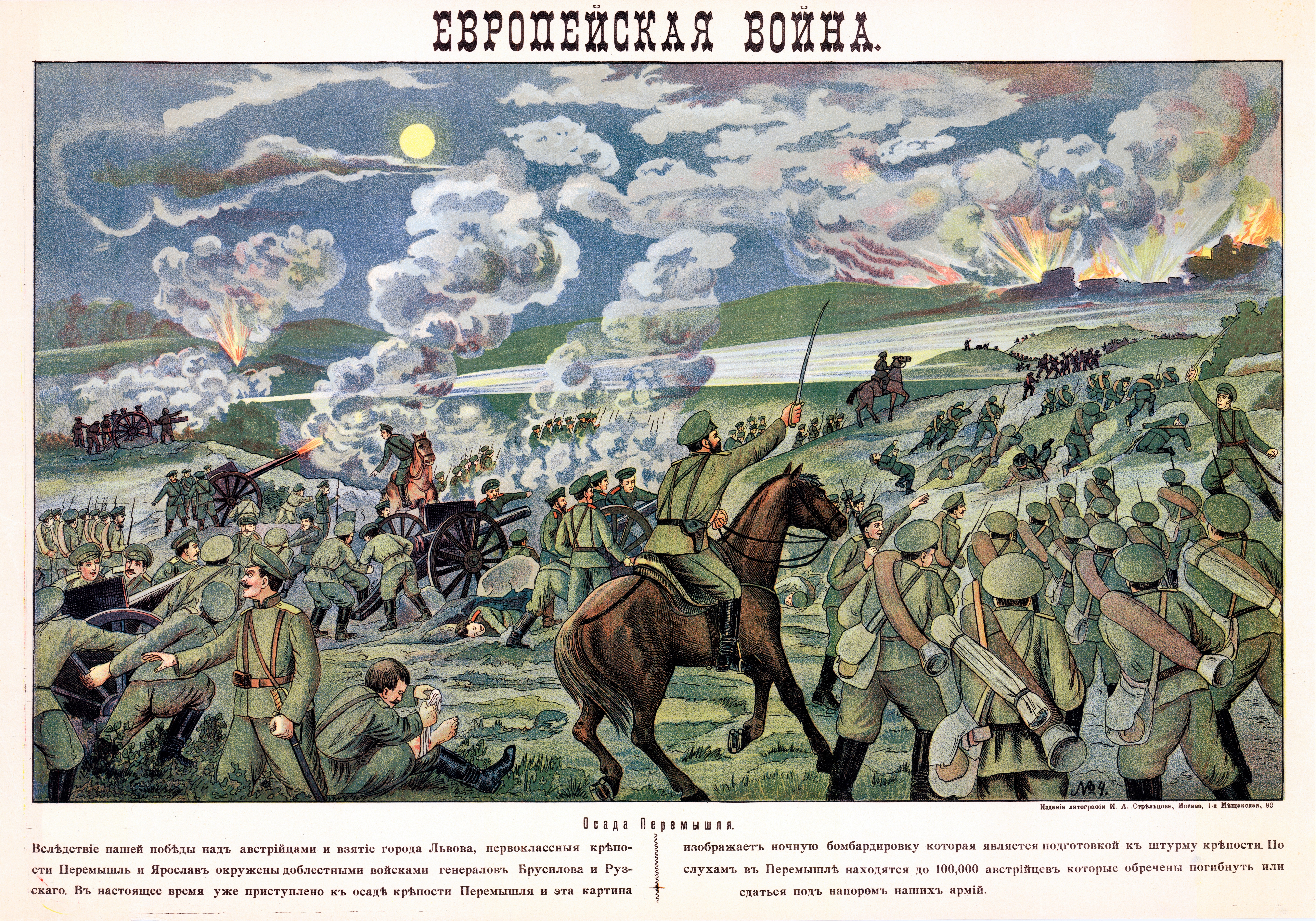

9月24日、ドミトリエフ将軍率いるロシア第3軍は要塞の包囲を開始した。ドミトリエフは十分な数の火砲の到着を待たずに総攻撃を行い40,000人の損害を出したが、目標は全く達成できなかった。同じ頃、ヒンデンブルクのドイツ第9軍は北部でワルシャワ方面への攻撃を開始した。ドイツのワルシャワへの攻勢と呼応し、スヴェトザル・ボロイェヴィッチのオーストリア・ハンガリー第3軍はプシェムィシル救出作戦を始めた。10月11日、ドミトリエフはプシェムィシルの包囲を解きサン川まで撤退し、1回目の包囲戦は終わった。しかし、救援軍自体の補給状況はひどい状態で、プシェムィシルの貯蔵していた弾薬・食糧に手を付けたので、要塞の補給状況は悪化した。
1ヶ月半後、ロシア軍の強圧により、オーストリア・ハンガリー軍は撤退を余儀なくされ、街は再び包囲された。街が包囲される直前に、食料不足を緩和させるため住民には一時避難が命じられた。

## 2度目の包囲

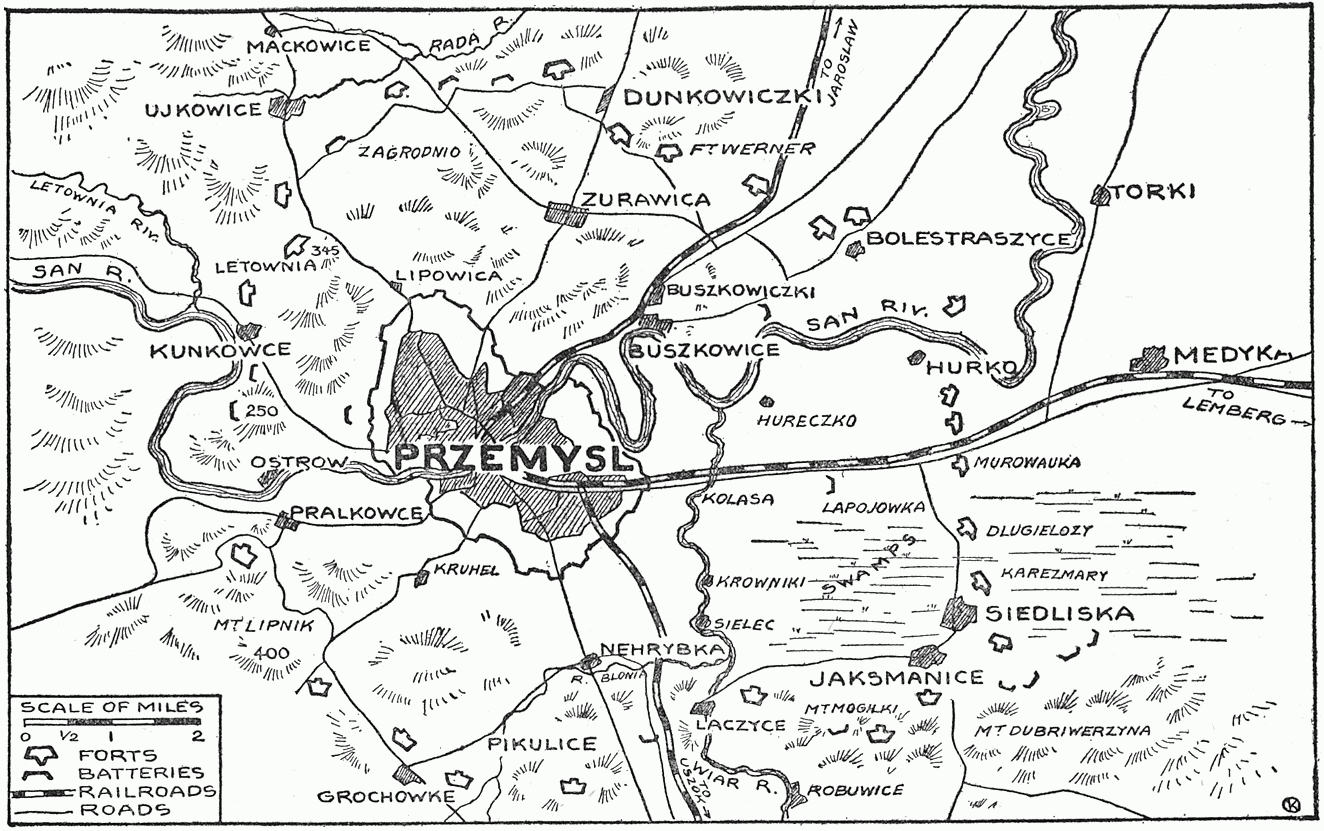
プシェムィシルと包囲された要塞

10月31日、ヒンデンブルクのドイツ第9軍はヴィスワ川の戦いに破れ、ワルシャワへの攻撃を中止した。その結果、スヴェトザル・ボロイェヴィッチの第3軍はサン川のラインまで引き、ヒンデンブルクの提案したポーランド中央部への攻勢を中止した。11月9日、ロシア軍は再度プシェムィシルの包囲を開始した。ドミトリエフの第3軍は前線任務に回され、要塞攻囲は、あらたに予備役兵を主体として編成されたセリバーノフ将軍の第11軍が行うことになった。セリパーノフはドミトリエフとは違い、要塞への正面攻撃を行わず、兵糧攻めを行なう事にした。オーストリア・ハンガリー軍の評価ではプシェムィシルの貯蔵物資は3月中には尽きてしまう見込みだったので、11月から1915年3月の冬の間、プシェムィシルの包囲を解くため、参謀総長コンラート上級大将はカルパティア山脈越えの救出作戦を命じたが、真冬で防衛軍に有利な山岳地形という条件のなか、オーストリア・ハンガリー軍は凍傷と病気で大損害を出した。
1915年2月にボロイェヴィッチは別の救援軍をプシェムィシルへ送ったが、2月の終わりに解囲の望みは潰えた。この頃にはセリバーノフの軍には十分な火砲を装備しており、3月13日には北の防衛線を攻略した。大急ぎで作られた新たな防衛線もロシアの攻撃に晒されたが、その間にロシアに有用な物資を与えないために、都市を破壊するための時間は稼げた。3月19日に、守備隊の内、一万弱は東方約60キロ先の友軍陣地を目指すべく、ほとんど自殺的な包囲突破作戦を行ったが、この動きはロシア軍に察知されており、容易に撃退され、要塞に逃げ帰れたものはわずかだった。もはや物資も望みも尽きたので、守備隊は、要塞内の軍事的な価値のあるものをすべて破壊しつくした後、3月22日、残存する守備隊117,000の兵はロシア軍に降伏した。捕虜の中には9人の将軍と93人の佐官と2,500人の将校がいた。

## 結果

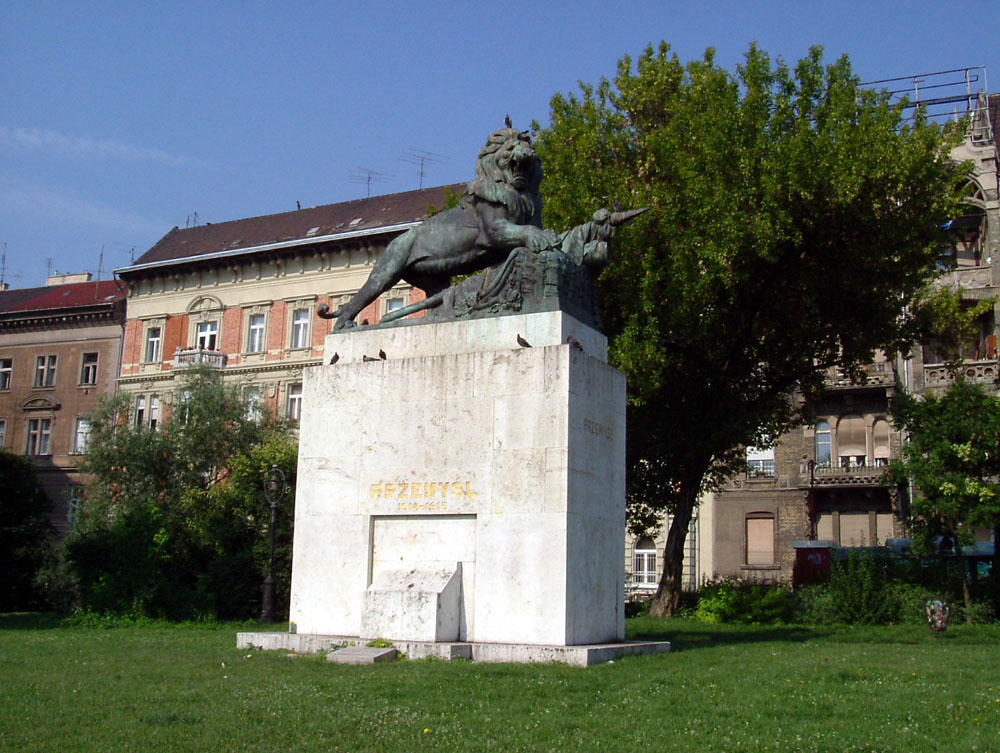
ブダペストにあるプシェムィシル包囲戦を記念した彫刻

1915年春にロシア軍は、オーストリア・ハンガリーを戦争から脱落させるためにカルパチア山脈を越えてハンガリー平原を目指す攻勢を行なったが、地形が不適切というオーストリア・ハンガリー軍と同じ理由で失敗した。1915年5月に、ドイツ・オーストリア連合軍によるゴリツィエ＝タルヌフ攻勢が開始され、プシェムィシルは6月にマッケンゼンのドイツ第11軍によって奪還され、ロシア軍による占拠は67日間で終わった。
オーストリア・ハンガリー軍によるカルパティア山脈越えの解囲の試みは、物資・装備の不足と真冬に山岳地で攻勢という非現実的な作戦により、大損害を出して失敗に終わった。1915年1月から4月における、オーストリア・ハンガリー軍のカルパティア山脈での損害は凍傷と病の蔓延により、800,000人にも上った。ロシア軍もかなりの損害を出したが、兵の補充はオーストリア・ハンガリーにくらべればましであり、軍事バランスはロシアに傾いた。この包囲戦とカルパティア山脈での軍事作戦により、オーストリア・ハンガリー軍は約百万人の取り返しのつかない損害を被った。オーストリア・ハンガリー帝国はこの打撃から回復することはできず、軍事的にドイツに強く依存することになった。

## 関連事項
- 第一次マズーリ湖攻勢
- 第二次マズーリ湖攻勢
- ゴルリッツ＝タルヌフ攻勢